# Aloísio Pessoa de Araújo
Aloísio Pessoa de Araújo (Rio de Janeiro, 13 de janeiro de 1946) é um economista, pesquisador e professor universitário brasileiro. 
Comendador e Grande Oficial da Ordem Nacional do Mérito Científico, membro da Academia Nacional de Ciências dos Estados Unidos e membro titular da Academia Brasileira de Ciências, Aloísio é professor do Instituto de Matemática Pura e Aplicada (IMPA) e da Fundação Getúlio Vargas.

## Biografia
Nascido no Rio de Janeiro, em 1946, Aloísio centra sua atividade de pesquisa em duas áreas: a teoria das probabilidades e a economia matemática. Suas principais áreas de atuação no estudo da matemática são o Teorema do Limite Central e o espaço de Banach.
É co-autor do Teorema do Limite Central para Variáveis Aleatórias com Valor Real e de Banach. Entre suas muitas contribuições significativas estão seu trabalho sobre o problema da agregação na teoria da demanda.
É professor do Instituto de Matemática Pura e Aplicada (IMPA) e da Fundação Getúlio Vargas. Atualmente é Professor Visitante no Centro de Estudos Latino-Americanos e no Departamento de Economia da Universidade de Chicago. Anteriormente, ocupou cargos docentes na Universidade da Califórnia em Berkeley e na Universidade de Chicago. Participou de conselhos editoriais de diversas revistas nacionais e internacionais e de comitês consultivos científicos de diversas agências nacionais e internacionais.